# Saint-Nicolas-la-Chapelle, Aube

Saint-Nicolas-la-Chapelle este o comună în departamentul Aube din nord-estul Franței. În 1 ianuarie 2022 avea o populație de 75 de locuitori.